# Simeone de Michieli-Vitturi
Simeone de Michieli-Vitturi, též Šimun de Michieli-Vitturi (3. ledna 1801 Split – 25. března 1868), byl rakouský politik z Dalmácie, v 2. polovině 19. století starosta Splitu a poslanec Říšské rady.

## Biografie
Vzdělání získal v domovské Dalmácii i v Itálii. Po třicet let byl starostou ve Vitturi. Zasadil se o výstavbu mostů a přístavu. Během revolučního roku 1848 se zapojil do politického dění. Ve volbách roku 1848 byl zvolen na rakouský ústavodárný Říšský sněm. Zastupoval volební obvod Split. Uvádí se jako statkář. Patřil ke sněmovní levici.
V roce 1850 byl členem deputace, která v Terstu vítala císaře. V roce 1854 mu byl udělen Řád Františka Josefa. Od roku 1853 do roku 1860 (podle jiného zdroje do roku 1859) zastával funkci podesty (starosty) rodného Splitu. Měl podíl na zkrášlení města a na zlepšení jeho ekonomické situace.
V roce 1861 a opět roku 1864 a 1867 byl zvolen na Dalmatský zemský sněm za kurii nejvíce zdaněných, obvod Split. Sněm ho pak 1. března 1867 zvolil i do Říšské rady (tehdy ještě volené nepřímo), za kurii venkovských obcí v Dalmácii. Patřil do politického proudu dalmatských autonomistů, tzv. autonomaši, nazývaní někdy pejorativně i talijanaši), kteří prosazovali multietnickou dalmatskou identitu a zůstávali napojení na italský kulturní okruh.
Zemřel 25. března 1868.